# Pont de la baie de Yokohama
Le pont de la baie de Yokohama (横浜ベイブリッジ, Yokohama Bei Buridji) est un pont à haubans de 860 m de long situé dans le port de Yokohama, au Japon. Mis en service le 27 septembre 1989, il traverse la baie de Tokyo avec une portée de 460 m et fait partie de la route côtière de l'autoroute Shuto (首都高速道路湾岸線, Shuto Kōsokudōro Wangan-sen). Il existe un droit de péage d'un montant de 600 ¥.